# Lamarque (Gironde)
Pour les articles homonymes, voir Lamarque.
Lamarque est une commune du Sud-Ouest de la France, située dans le département de la Gironde (région Nouvelle-Aquitaine) au sud du Médoc.

## Géographie

### Localisation

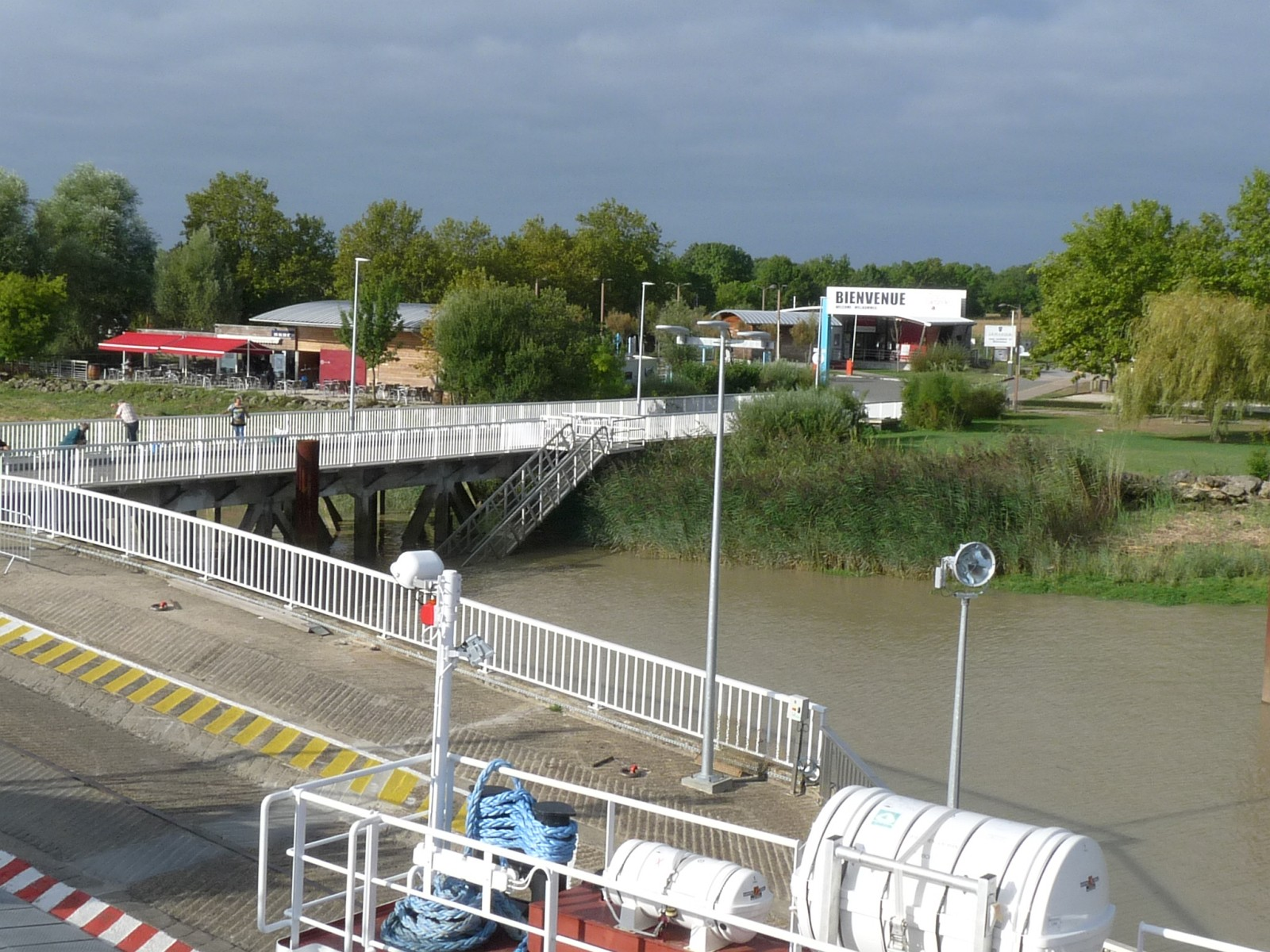
L'embarcadère du bac de Blaye.

Commune du Médoc située dans l'aire d'attraction de Bordeaux sur la rive gauche de l'estuaire de la Gironde, face à Blaye avec qui elle est reliée par un bac.

### Communes limitrophes
Les communes limitrophes sont  Arcins, Blaye, Cussac-Fort-Médoc, Listrac-Médoc, Moulis-en-Médoc et Plassac.
|                 | Cussac-Fort-Médoc | Blaye   |
| Listrac-Médoc   | Lamarque          | Plassac |
| Moulis-en-Médoc | Arcins            |         |

### Climat
Pour des articles plus généraux, voir Climat de la Nouvelle-Aquitaine et Climat de la Gironde.
Historiquement, la commune est exposée à un climat océanique aquitain.  
En 2020, Météo-France publie une typologie des climats de la France métropolitaine dans laquelle la commune est exposée à un climat océanique et est dans la région climatique  Littoral charentais et aquitain, caractérisée par une pluviométrie élevée en automne et en hiver, un bon ensoleillement, des hiver doux (6,5 °C), soumis à la brise de mer.
Pour la période 1971-2000, la température annuelle moyenne est de 12,9 °C, avec une amplitude thermique annuelle de 14,6 °C. Le cumul annuel moyen de précipitations est de 927 mm, avec 12,3 jours de précipitations en janvier et 6,6 jours en juillet. Pour la période 1991-2020, la température moyenne annuelle observée sur la station météorologique la plus proche, située sur la commune de Pauillac à 11,73 km à vol d'oiseau, est de 14,0 °C et le cumul annuel moyen de précipitations est de 857,0 mm,. Pour l'avenir, les paramètres climatiques de la commune estimés pour 2050 selon différents scénarios d’émission de gaz à effet de serre sont consultables sur un site dédié publié par Météo-France en novembre 2022.

## Urbanisme

### Typologie
Au 1er janvier 2024, Lamarque est catégorisée bourg rural, selon la nouvelle grille communale de densité à sept niveaux définie par l'Insee en 2022.
Elle est située hors unité urbaine. Par ailleurs la commune fait partie de l'aire d'attraction de Bordeaux, dont elle est une commune de la couronne,. Cette aire, qui regroupe 275 communes, est catégorisée dans les aires de 700 000 habitants ou plus (hors Paris),.

### Occupation des sols

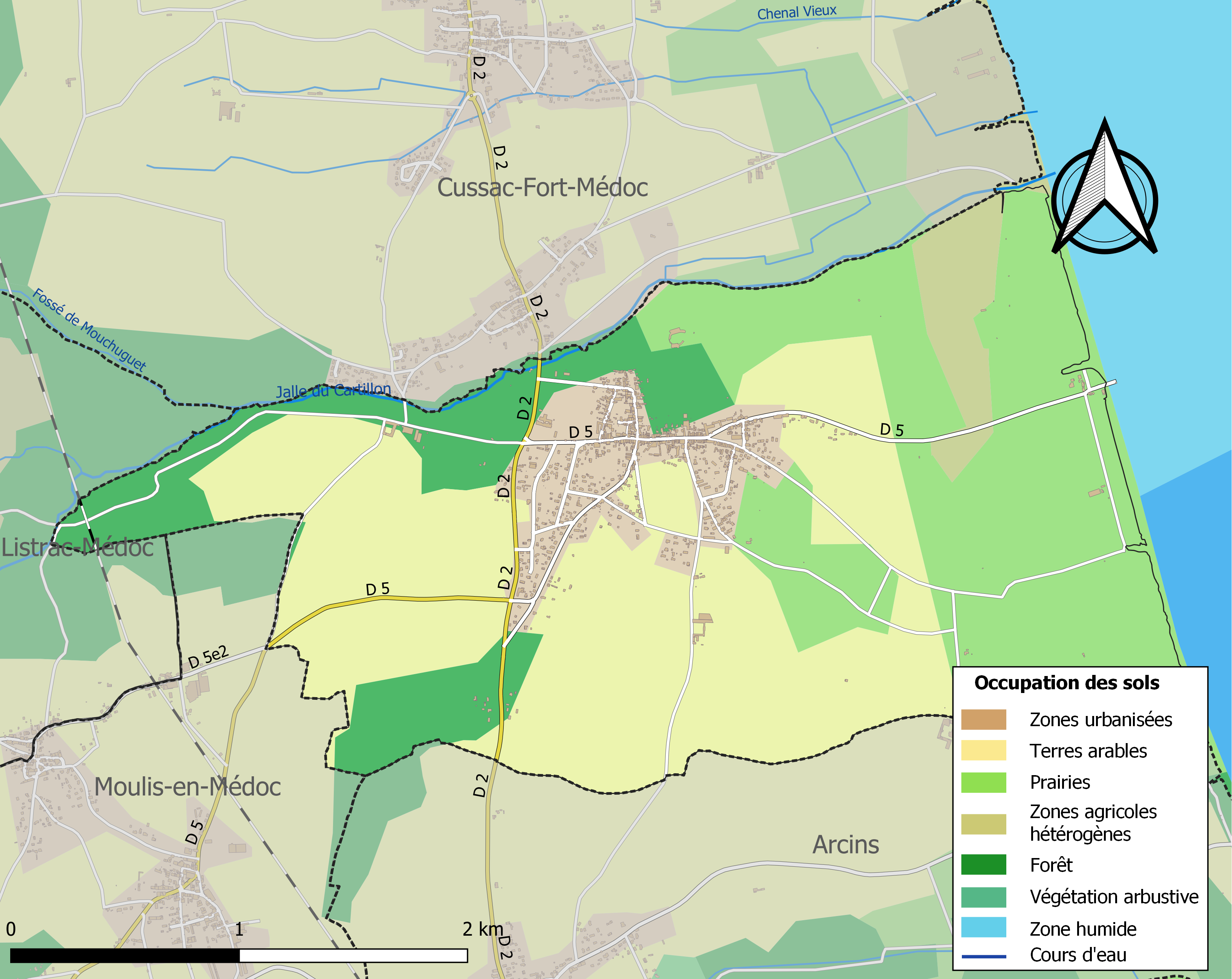
Carte des infrastructures et de l'occupation des sols de la commune en 2018 (CLC).

L'occupation des sols de la commune, telle qu'elle ressort de la base de données européenne d’occupation biophysique des sols Corine Land Cover (CLC), est marquée par l'importance des territoires agricoles (65,9 % en 2018), en diminution par rapport à 1990 (70,1 %). La répartition détaillée en 2018 est la suivante : 
cultures permanentes (35,1 %), prairies (27,4 %), eaux maritimes (11,4 %), forêts (11 %), zones urbanisées (7,4 %), eaux continentales (4,4 %), zones agricoles hétérogènes (3,3 %), terres arables (0,1 %). L'évolution de l’occupation des sols de la commune et de ses infrastructures peut être observée sur les différentes représentations cartographiques du territoire : la carte de Cassini (XVIIIe siècle), la carte d'état-major (1820-1866) et les cartes ou photos aériennes de l'IGN pour la période actuelle (1950 à aujourd'hui).

### Risques majeurs
Le territoire de la commune de Lamarque est vulnérable à différents aléas naturels : météorologiques (tempête, orage, neige, grand froid, canicule ou sécheresse), inondations et séisme (sismicité très faible). Il est également exposé à un risque technologique, le risque nucléaire. Un site publié par le BRGM permet d'évaluer simplement et rapidement les risques d'un bien localisé soit par son adresse soit par le numéro de sa parcelle.

#### Risques naturels
Certaines parties du territoire communal sont susceptibles d’être affectées par le risque d’inondation par débordement de cours d'eau et par submersion marine. La commune a été reconnue en état de catastrophe naturelle au titre des dommages causés par les inondations et coulées de boue survenues en 1982, 1999 et 2009,.

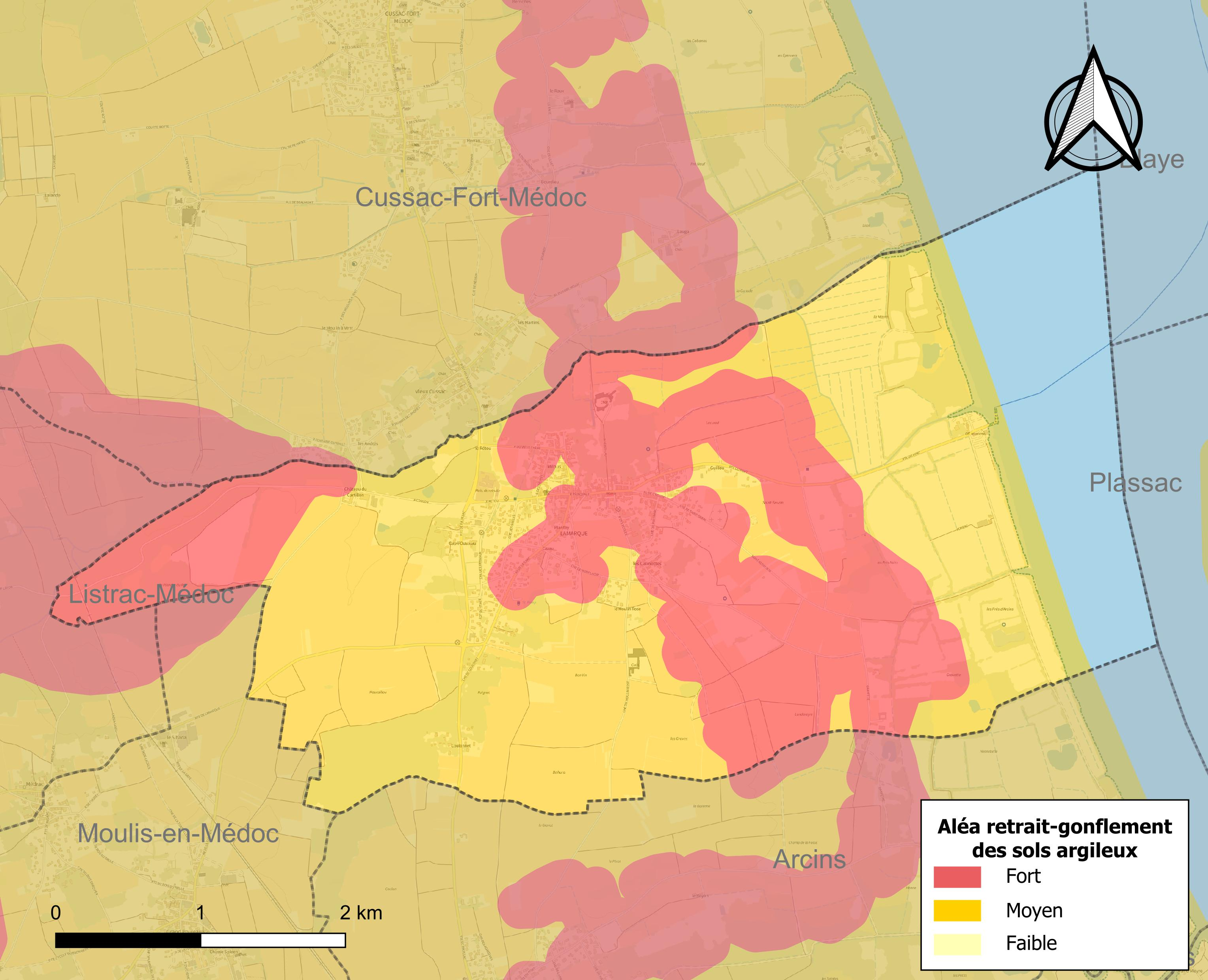
Carte des zones d'aléa retrait-gonflement des sols argileux de Lamarque.

Le retrait-gonflement des sols argileux est susceptible d'engendrer des dommages importants aux bâtiments en cas d’alternance de périodes de sécheresse et de pluie. 86,3 % de la superficie communale est en aléa moyen ou fort (67,4 % au niveau départemental et 48,5 % au niveau national). Sur les 544 bâtiments dénombrés sur la commune en 2019,  544 sont en aléa moyen ou fort, soit 100 %, à comparer aux 84 % au niveau départemental et 54 % au niveau national. Une cartographie de l'exposition du territoire national au retrait gonflement des sols argileux est disponible sur le site du BRGM,.
Par ailleurs, afin de mieux appréhender le risque d’affaissement de terrain, l'inventaire national des cavités souterraines permet de localiser celles situées sur la commune.
Concernant les mouvements de terrains, la commune a été reconnue en état de catastrophe naturelle au titre des dommages causés par des mouvements de terrain en 1999.

#### Risques technologiques
La commune étant située totalement dans le périmètre du plan particulier d'intervention (PPI) de 20 km autour de la centrale nucléaire du Blayais, elle est exposée au risque nucléaire. En cas d'accident nucléaire, une alerte est donnée par différents médias (sirène, sms, radio, véhicules). Dès l'alerte, les personnes habitant dans le périmètre de 2 km se mettent à l'abri. Les personnes habitant dans le périmètre de 20 km peuvent être amenées, sur ordre du préfet, à évacuer et ingérer des comprimés d’iode stable,,.

## Toponymie
Du germanique Marka, « frontière », traduit en latin médiéval en marca ou marchala, frontière entre deux peuples gaulois.

## Histoire
Le nom de Lamarque vient du mot médiéval marche, signifiant frontière ; le mot marche s'est ensuite transformé en marque.
L'histoire de Lamarque est fortement liée à celle de son château.
La seigneurie de Lamarque existe au moins depuis le XIIIe siècle. On peut penser que la construction du château est à mettre en relation avec la présence de la rivière. Il devait servir à empêcher les navires ennemis ou pirates de remonter la Gironde, au même titre que le château de Castillon, sur la commune de Saint-Christoly-de-Médoc.
Au fil des siècles, la seigneurie de Lamarque a appartenu aux sires de Castillon, au duc Glocester et à la famille de Candale pendant la guerre de cent ans. En 1591, elle est aux mains du maréchal de Matignon, gourverneur de Guyane, puis elle passe successivement au duc d'Épernon, aux Foix-Candale, et à la famille de Brassier. Le château est vendu comme bien national pendant la Révolution, et après avoir appartenu à divers propriétaires, il est acheté par le comte de Fumel en 1841.
En 1901, Élisabeth de Fumel épouse le marquis d'Évry dont les descendants possèdent toujours le château. La fille d'Élisabeth de Fumel, Marie-Louise Brunet d’Évry fonde avec son mari le préfet Gromand, la société Gromand d'Évry qui exploite aujourd'hui le domaine viticole.
Le château est situé en bordure d'un marais desséché, parcouru par une jalle qui se jette dans la Gironde près du port. Il se compose de deux  parties : le château lui-même construit sur ce qui restait d'une forteresse du XIe siècle et une vaste basse cour au nord, à l'intérieur d'une enceinte fortifiée. Le tout était entouré autrefois de fossés, dont il ne reste que de faibles traces à l'ouest.
L'essentiel date du XIVe siècle et a été construit par Pons de Castillon. Il est alors doté d'un donjon circulaire à l'extérieur, octogonal à l'intérieur. Accolée au donjon, une tour abrite une chapelle double. La chapelle basse se compose d'une nef unique et d'une abside romane du XIIe siècle, les voûtes ont été refaites au XVIIIe siècle. La chapelle haute donne sur le premier étage et présente à peu près le même aspect que la chapelle basse.
Le château a été remanié au XVIIIe siècle par le duc d'Éprenon qui agrandit les fenêtres, fit poser des balcons et voûter les salles basses. Il construisit la tour carrée aménagée en escalier d'honneur. Au XIXe siècle, d'autres modifications lui ont donné son aspect actuel.

### Moyens de communication, liaisons maritimes et ferroviaires
Commune estuarienne, Lamarque bénéficie de sa position sur les bords de la Gironde, mais en même temps, la rivière est un handicap pour les relations entre les deux rives.
Si, à la différence de Pauillac ou de Saint-Estèphe, le port n'a pas connu une grande activité maritime, il a en revanche assuré un certain trafic entre Blaye, les îles et la rive médocaine. De temps immémorial, des gabarres ou des yoles font transiter les marchandises (bois et vin du Médoc, céréales des Charentes) et les passagers qui se rendent aux foires de Blaye pour la Sainte-Catherine (25 novembre) et de Lamarque pour la Saint-Barthélemy, patron de la paroisse (le 24 août). Le trafic bien que faible faisait vivre des bouviers. Des pêcheurs alimentaient aussi le marché local de leurs prises.
En 1878, alors que la voie ferrée Bordeaux-Le Verdon vient d'être achevée, le conseil général, considérant que cette voie n'a aucun accès à la Gironde, émet le vœu qu'un enbranchement ferroviaire de 4,9 km partant de la gare de Moulis relie la Gironde à un point situé entre le fort Médoc et le port de Lamarque. La compagnie du Médoc qui serait chargée de la construction et de l'exploitation de cette ligne, aurait à établir une communication permanente par bateau à vapeur avec la gare de chemin de fer de l'État établi au port de Blaye.
Pourquoi une telle ligne ? D'abord pour des raisons économiques : développer le commerce entre les deux rives. Ensuite pour des raisons stratégiques en reliant le fort Médoc avec les forts Blaye, Paté et pointe de Grave. Il s'agit aussi d'attirer en Médoc une clientèle potentielle tant pour le vin que pour les stations balnéaires qui viennent de se créer et de permettre aux Médocains de gagner la France du nord sans avoir à passer par Bordeaux.
En 1889, les travaux d'infrastructures sont terminés. On a construit trois maisons de gardes aux principaux passages à niveau, une halte à la limite des communes de Cussac et de Lamarque, la gare maritime en bordure de la Gironde et le débarcadère. Reste à poser les rails.
En 1896, la situation est bloquée pour des raisons administratives : l'administration ne donne pas l'autorisation d'utiliser le débarcadère parce que la voie ferrée n'est pas achevée et la voie ferrée n'est pas achevée parce qu'on ne peut pas utiliser le débarcadère. De plus un rapport d'un ingénieur des Ponts et Chaussées indique que « si la ligne est restée inachevée, cela tient à ce que tout le monde doute qu'elle puisse avoir un trafic quelconque... »

### Le projet de la liaison par bac
Il existait un service régulier entre Bordeaux, Blaye et Pauillac assuré par la Compagnie Bordeaux Océan, réservé aux seuls passagers. Elle consent à faire escale à Lamarque en 1902 à titre d'essai, jusqu'en 1915, date à laquelle l'escale est supprimée.
En 1912, pour développer l'économie du Médoc, Benjamin Renouil, maire de Cussac, lance l'idée de mettre en place un bac à vapeur entre Blaye et Lamarque et propose de terminer la voie ferrée Lamarque-Moulis. En 1913, le conseil général adopte le projet d'un bac à vapeur et à roue mais la guerre qui éclate en 1914 interrompt sa mise en œuvre.
En 1915, un marin blayais accepte de faire un service régulier chaque jour entre Blaye et Pauillac avec escale à Saint-Julien et Lamarque, à l'exclusion des charrettes ou voitures, ce qui limite les possibilités d'échange.
Il faut attendre 1926 pour qu'un véritable débat s'ouvre au conseil général et 1932 pour que le projet définitif soit adopté. L'exploitation en est confiée à un entrepreneur privé qui reçoit chaque année une subvention du conseil général. En contrepartie, il doit respecter un cahier des charges très précis.
La première traversée du bac baptisé « les deux rives » a lieu le jeudi 15 mars 1934. Il aura fallu plus de 40 ans pour que se réalise la liaison trans-Gironde.

## Héraldique
| Blason de Lamarque | Blason  | D’azur au chevron d’or.                          |
| Blason de Lamarque | Détails | Le statut officiel du blason reste à déterminer. |

## Politique et administration

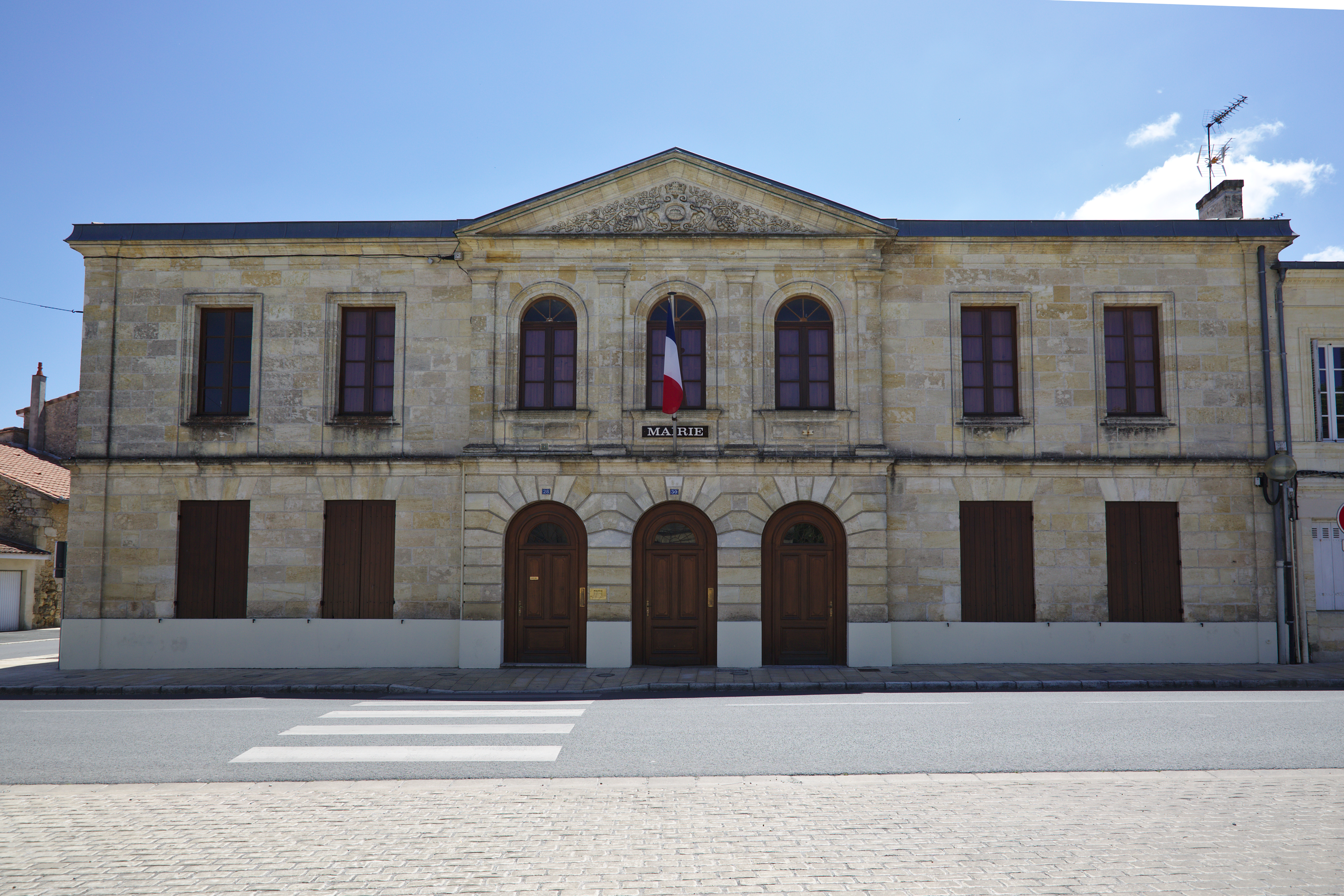
Mairie de Larmarque.

| Période                                  | Période   | Identité               | Étiquette | Qualité  |
| ---------------------------------------- | --------- | ---------------------- | --------- | -------- |
| Mars 1947                                | mars 1977 | Georges Tual           |           | Retraité |
| mars 1983                                | mars 1989 | André Caussan          | DVD       | Retraité |
| mars 1989                                | En cours  | Dominique Saint-Martin |           | Retraité |
| Les données manquantes sont à compléter. |           |                        |           |          |

## Démographie

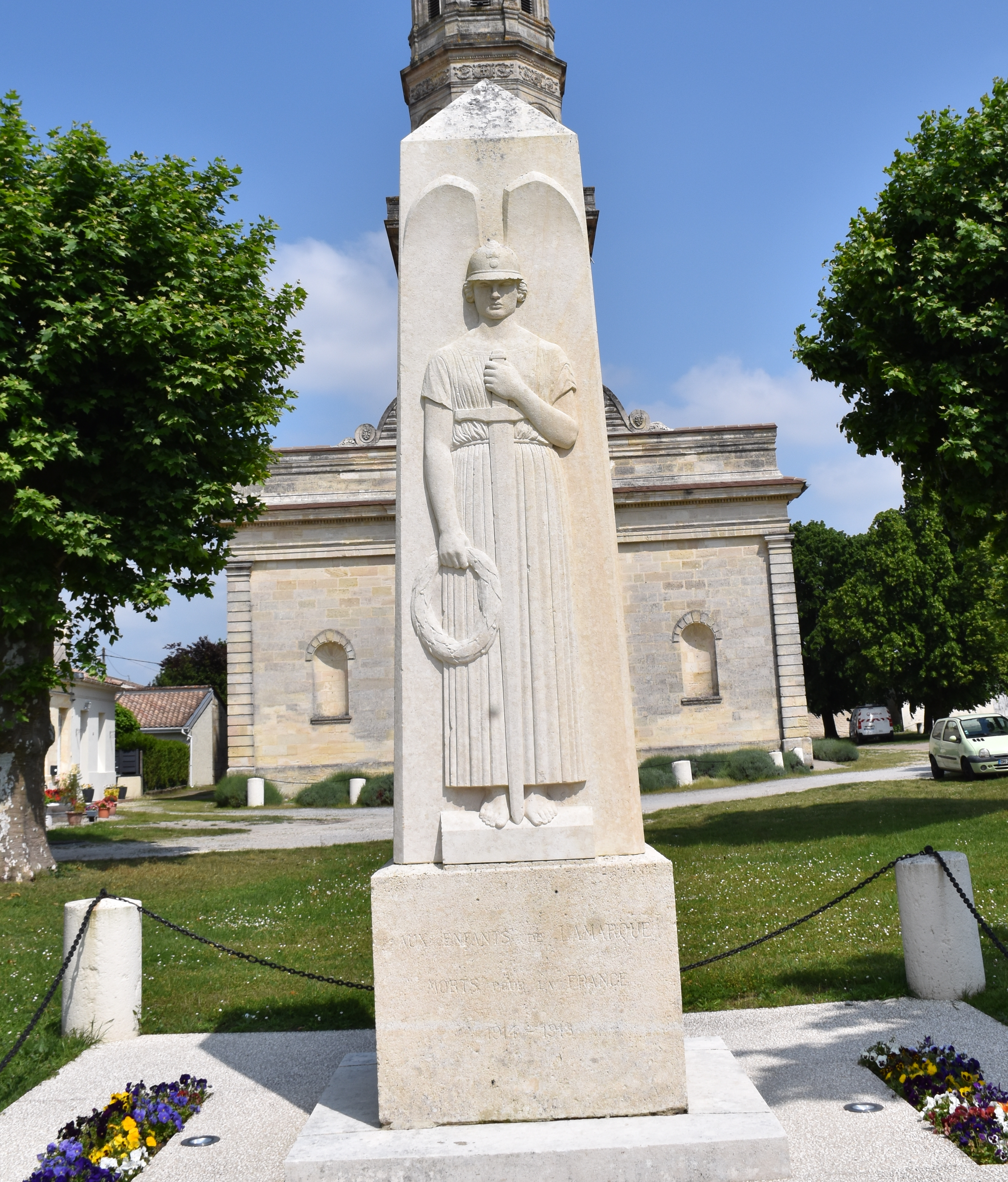
Le monument aux morts.

L'évolution du nombre d'habitants est connue à travers les recensements de la population effectués dans la commune depuis 1793. Pour les communes de moins de 10 000 habitants, une enquête de recensement portant sur toute la population est réalisée tous les cinq ans, les populations de référence des années intermédiaires étant quant à elles estimées par interpolation ou extrapolation. Pour la commune, le premier recensement exhaustif entrant dans le cadre du nouveau dispositif a été réalisé en 2004.

En 2022, la commune comptait 1 335 habitants, en évolution de +2,69 % par rapport à 2016 (Gironde : +6,91 %, France hors Mayotte : +2,11 %).
| 1793 | 1800 | 1806 | 1821 | 1831 | 1836 | 1841 | 1846 | 1851 |
| ---- | ---- | ---- | ---- | ---- | ---- | ---- | ---- | ---- |
| 755  | 653  | 716  | 763  | 795  | 802  | 840  | 873  | 912  |

| 1856 | 1861 | 1866 | 1872  | 1876  | 1881  | 1886  | 1891  | 1896  |
| ---- | ---- | ---- | ----- | ----- | ----- | ----- | ----- | ----- |
| 940  | 886  | 948  | 1 000 | 1 107 | 1 158 | 1 052 | 1 108 | 1 127 |

| 1901  | 1906  | 1911 | 1921 | 1926 | 1931 | 1936 | 1946 | 1954 |
| ----- | ----- | ---- | ---- | ---- | ---- | ---- | ---- | ---- |
| 1 092 | 1 105 | 922  | 712  | 731  | 664  | 627  | 614  | 614  |

| 1962 | 1968 | 1975 | 1982 | 1990 | 1999 | 2004  | 2006  | 2009  |
| ---- | ---- | ---- | ---- | ---- | ---- | ----- | ----- | ----- |
| 636  | 742  | 771  | 810  | 893  | 954  | 1 077 | 1 074 | 1 154 |

| 2014  | 2019  | 2022  | - | - | - | - | - | - |
| ----- | ----- | ----- | - | - | - | - | - | - |
| 1 271 | 1 323 | 1 335 | - | - | - | - | - | - |

## Lieux et monuments

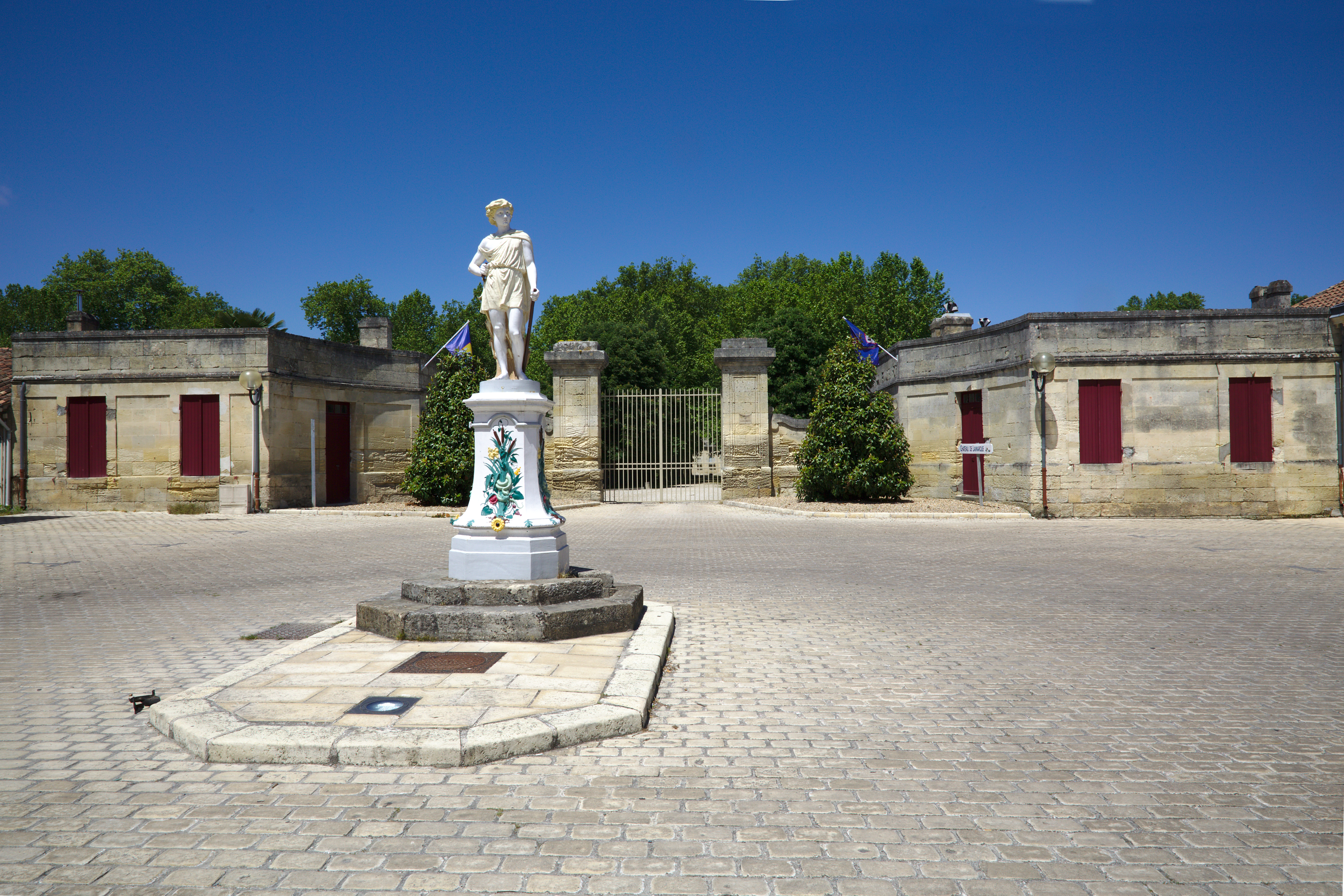
Statue à l'entrée du château de Lamarque.

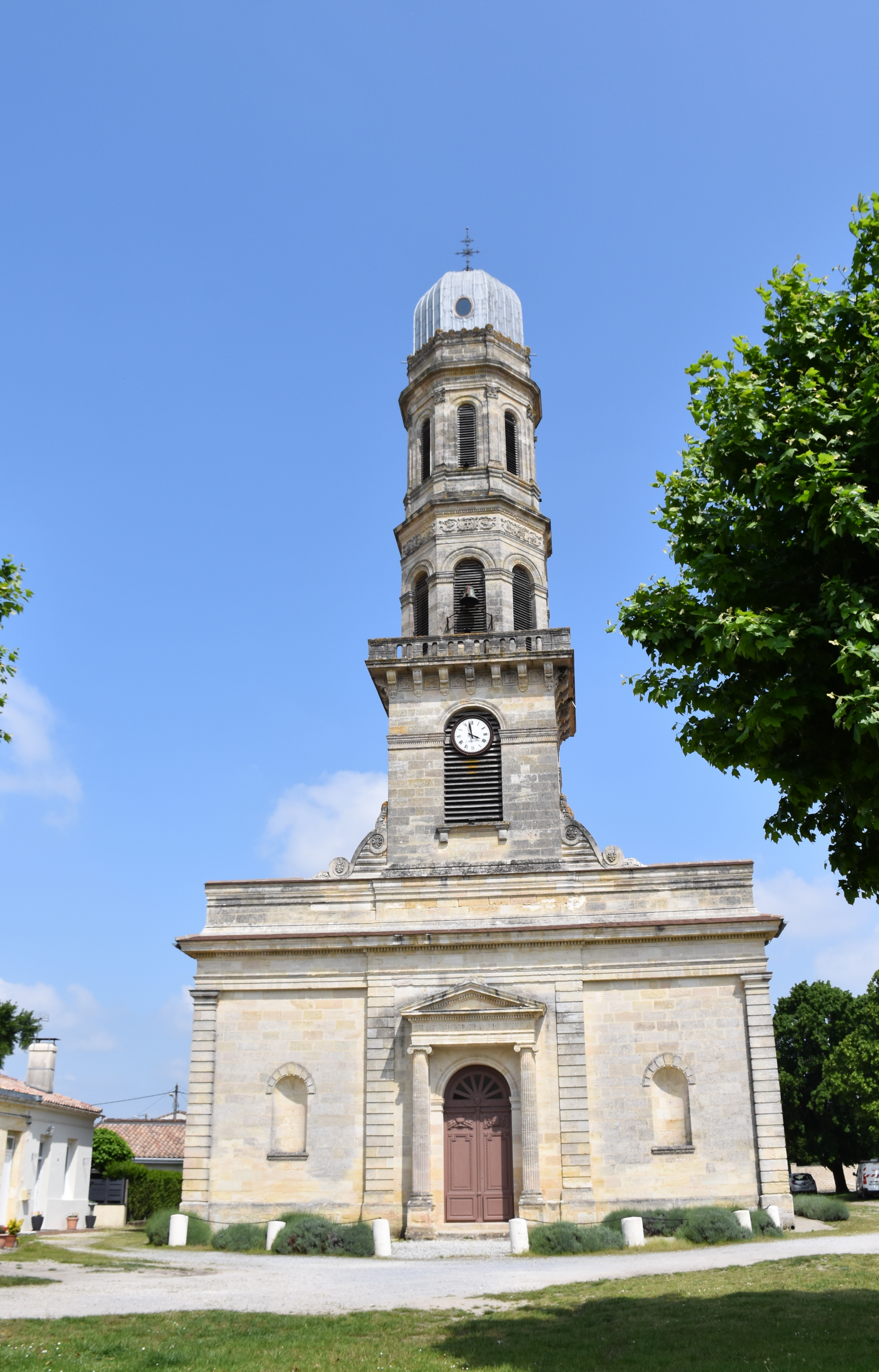
L'église.

- Le château de Lamarque est un château fort dont les soubassements, une partie des défenses et la chapelle datent des XIe et XIIe siècles. Autour de la forteresse primitive, Pons de Castillon construisit, au XIVe siècle, le château tel qu’on le voit aujourd’hui avec donjon, tour de défense, poterne, chemin de ronde et murs crénelés. Le duc de Glocester et Henri V y séjournèrent pendant le temps où l’Aquitaine releva de la couronne d’Angleterre. Lorsque cette province revint au roi de France en 1453, le château de Lamarque fut la résidence de plusieurs gouverneurs de Guyenne et notamment du maréchal de Matignon. Au XVIIe siècle, le Duc d’Epernon y apporta quelques transformations du goût de son époque, monsieur de Brassier en fut le dernier propriétaire avant la Révolution. Une fois les troubles de la révolution passés, le château de Lamarque va développer son activité viticole. De sa fonction militaire, le château de Lamarque, se transforma en château viticole.
- L'Église Saint-Seurin date du XIXe siècle. Son clocher est couronné d'un dôme, accessible par un escalier remarquable, qui offre un point de vue panoramique exceptionnel sur le Médoc. Les visites de l'église et du dôme sont assurées par une association de bénévoles qui œuvre à la restauration du monument. Elle est inscrite à l'Inventaire général du patrimoine culturel[24].
- Le port de Lamarque permet d'établir la liaison avec la commune de Blaye, sur l'autre rive de la Gironde.

## Personnalités liées à la commune
- Claude Hugues footballeur né à Lamarque.